# ورزشگاه متلایف
ورزشگاه متلایف (انگلیسی: MetLife Stadium) یک ورزشگاه فوتبال در شهر رادرفورد شرقی، نیوجرسی، ایالات متحده آمریکا است.
این ورزشگاه در سال ۲۰۰۷ شروع به ساخت و در تاریخ ۱۰ آوریل ۲۰۱۰ میلادی تأسیس شده است، ظرفیت ورزشگاه متلایف ۸۲٬۵۶۶ نفر می‌باشد.

## نگارخانه

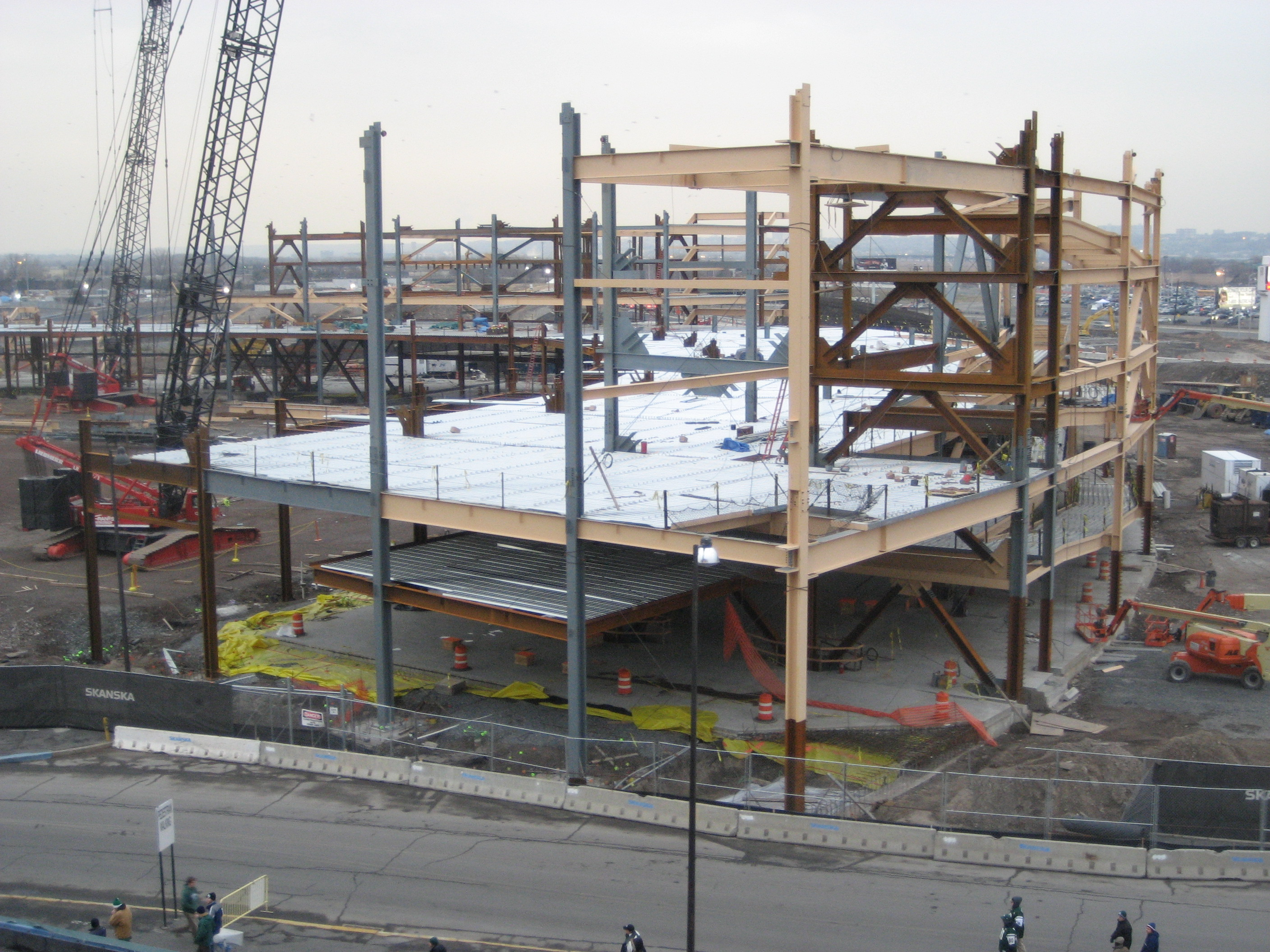
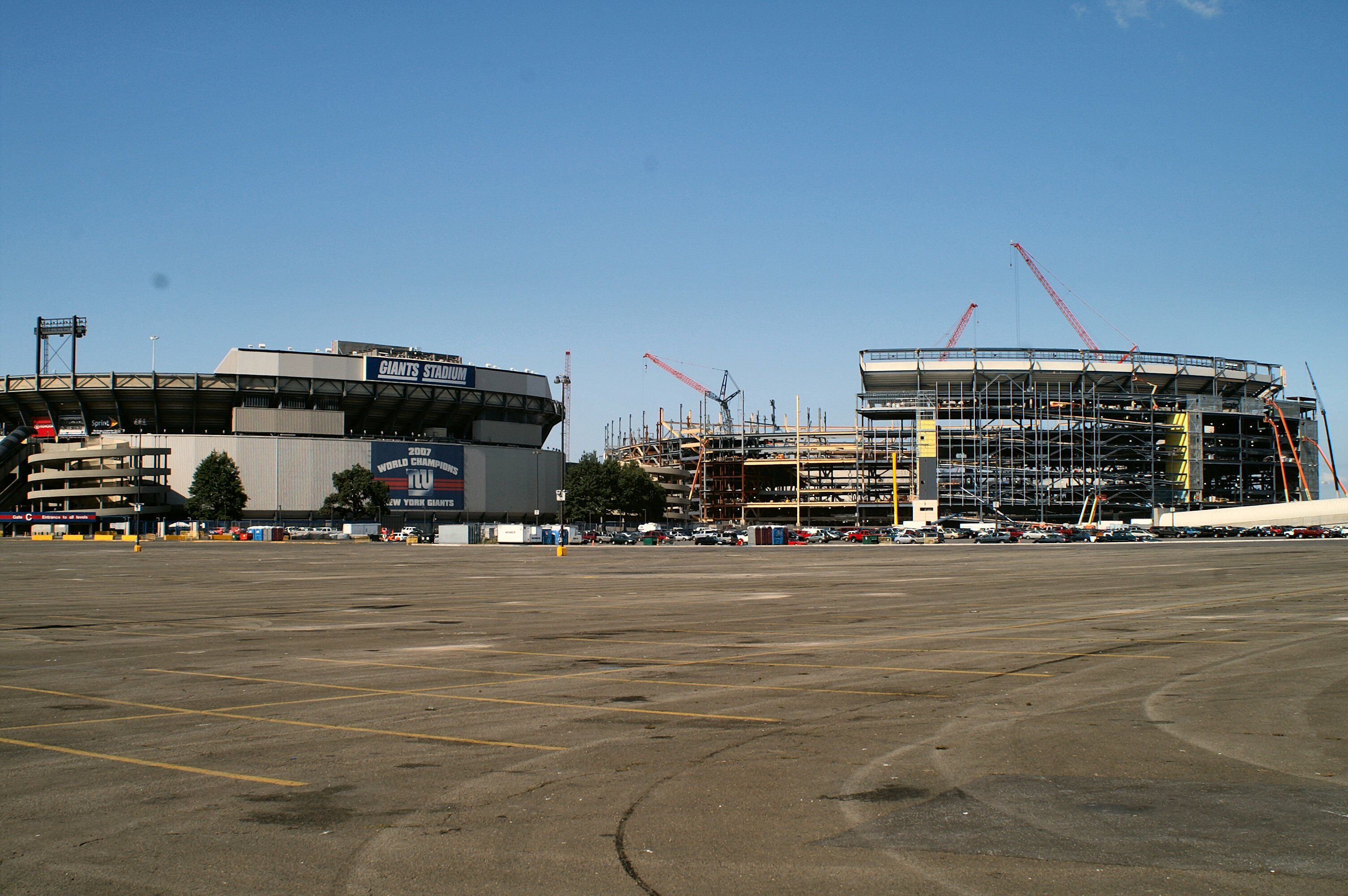
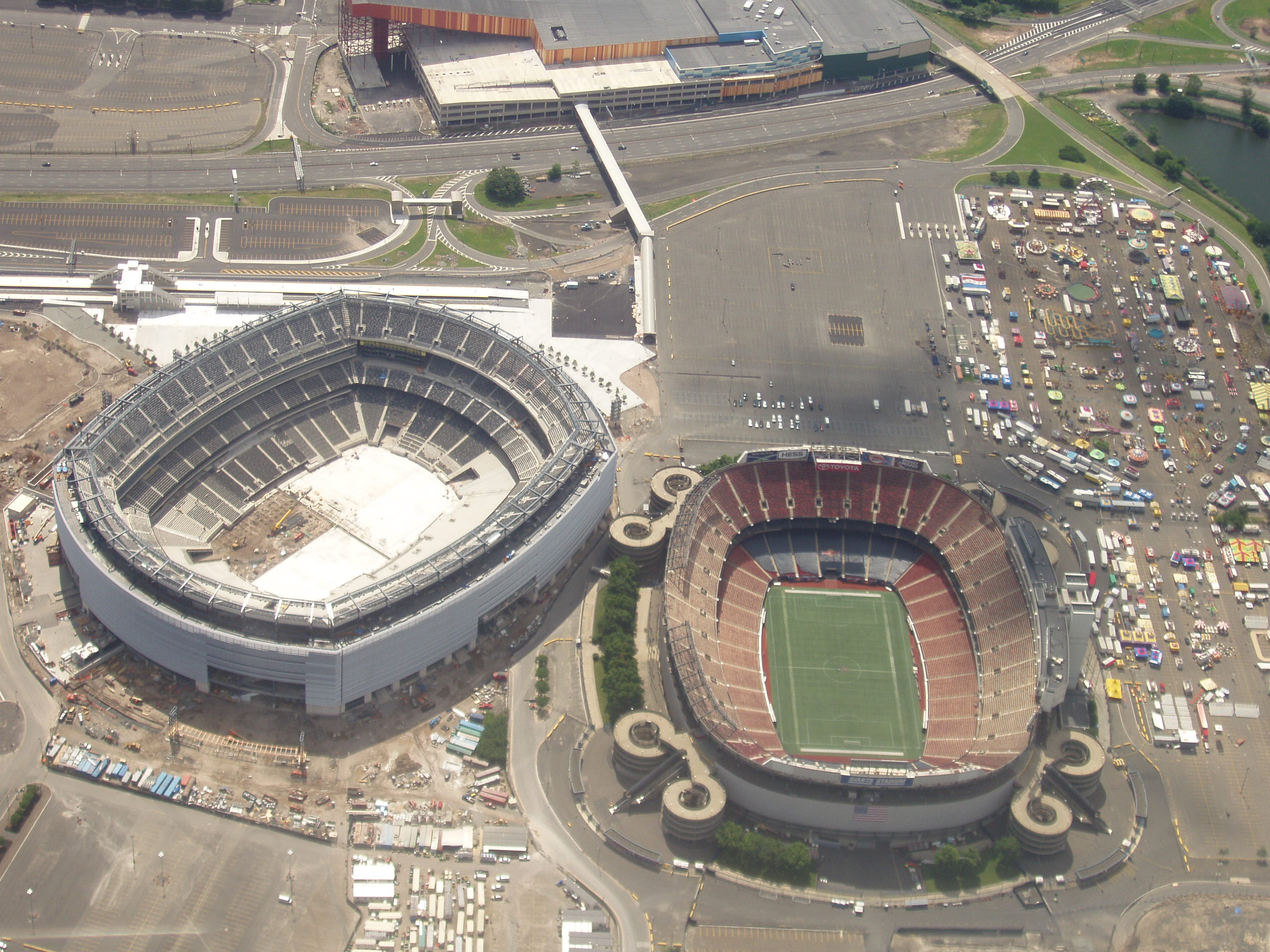
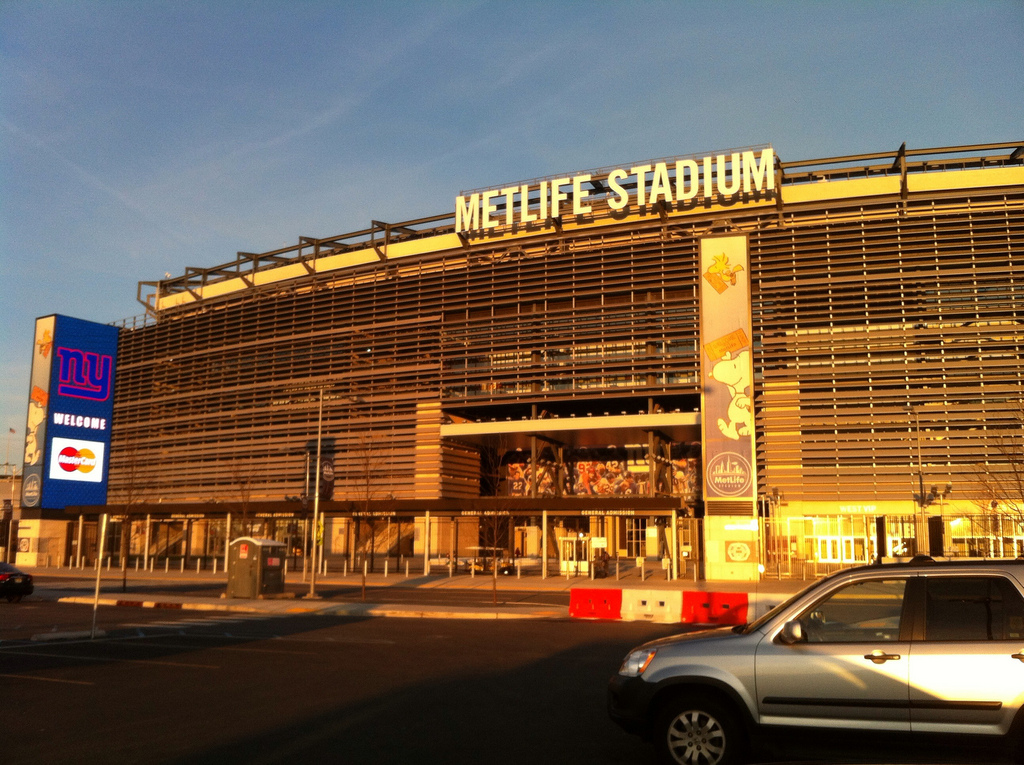
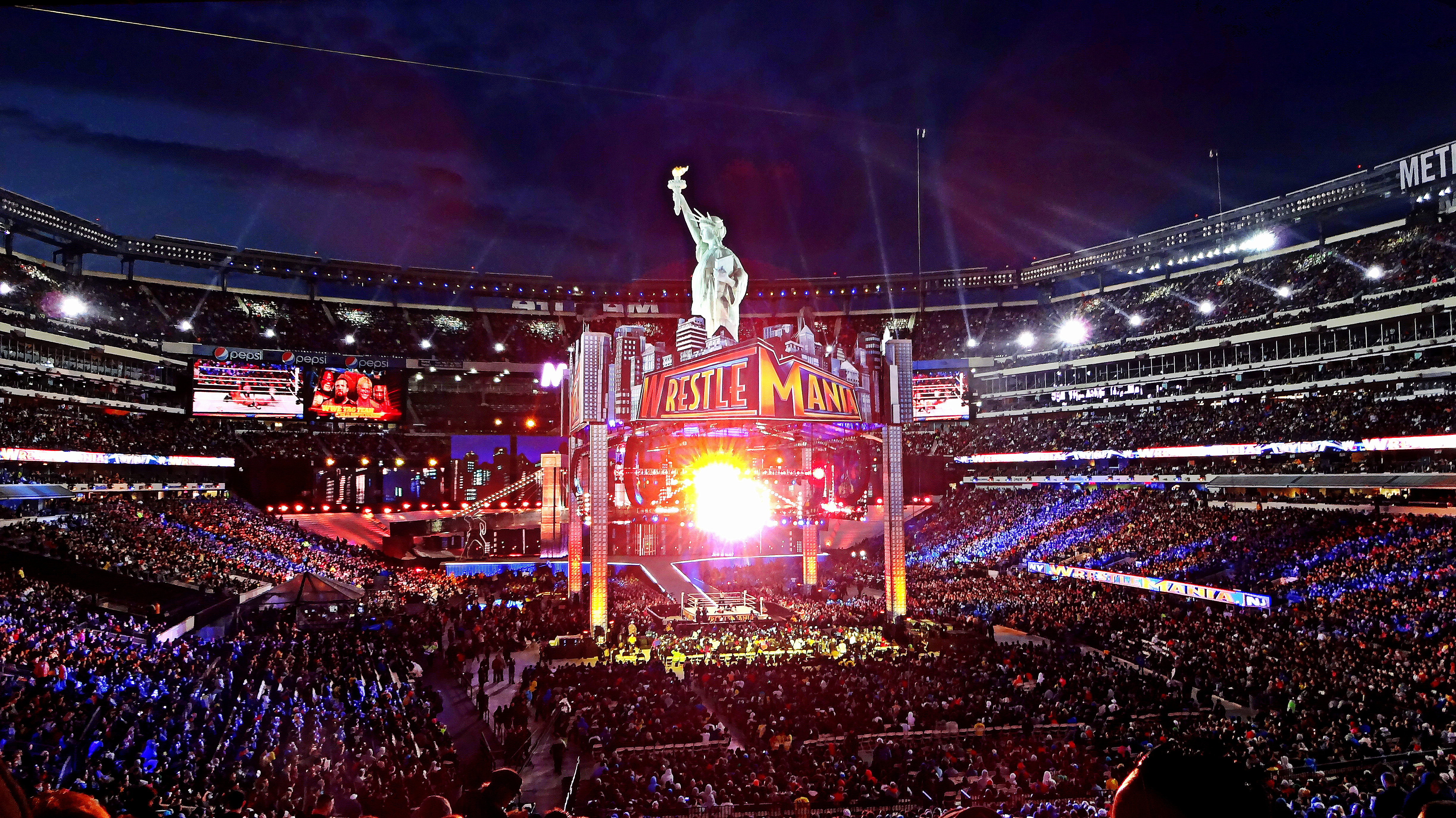
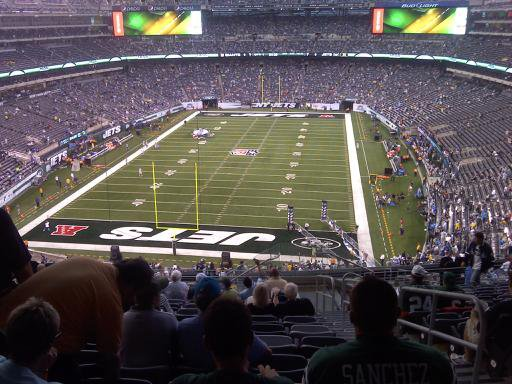
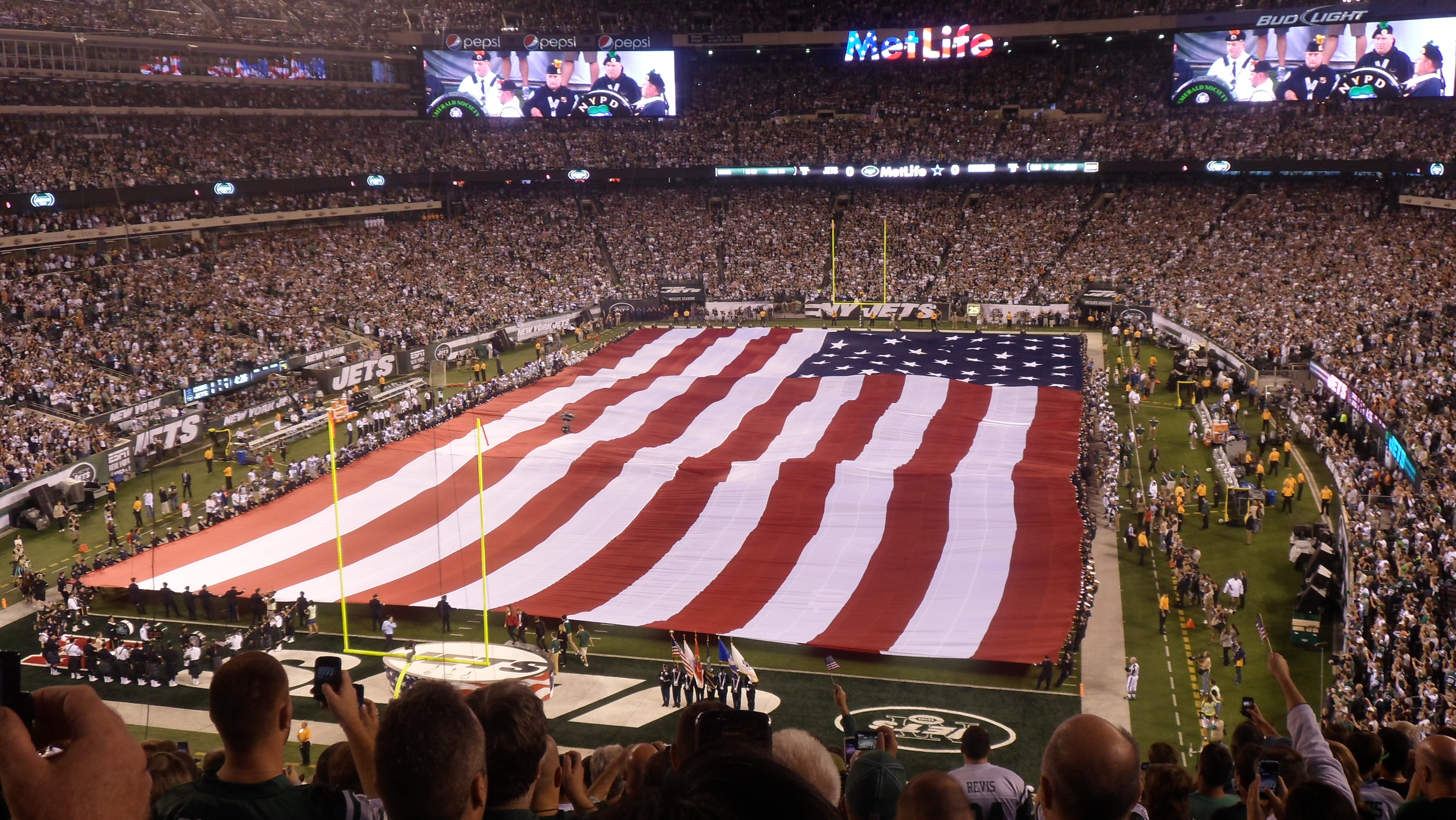